# Liste des lieux patrimoniaux de Terre-Neuve-et-Labrador
Cet article recense les lieux patrimoniaux de Terre-Neuve-et-Labrador inscrits au répertoire des lieux patrimoniaux du Canada, qu'ils soient de niveau provincial, fédéral ou municipal.
Pour plus de commodité, la liste est divisée par région ou municipalités locales. Étant donné qu'il existe plusieurs milliers de lieux patrimoniaux à Terre-Neuve-et-Labrador, ceci est un choix rédactionnel et non pas officiel.

## Listes
- Saint-Jean de Terre-Neuve
- Péninsule d'Avalon
- Péninsule de Bonavista
- Centre de Terre-Neuve
- Ouest de Terre-Neuve
- Labrador